# Хильтер-ам-Тойтобургер-Вальд
Хильтер-ам-Тойтобургер-Вальд (нем. Hilter am Teutoburger Wald) — община в Германии, в земле Нижняя Саксония.
Входит в состав района Оснабрюк. Население составляет 10 228 человек (на 31 декабря 2010 года). Занимает площадь 52,6 км².
Коммуна подразделяется на 8 сельских округов.
| Год  | Население |
| ---- | --------- |
| 1990 | 8 798     |
| 1995 | 9 515     |
| 2000 | 9 901     |
| 2005 | 10 170    |
| 2010 | 10 206    |